# Muzaffarpur
Muzaffarpur (en hindi: मुज़फ़्फ़रपुर ) es una ciudad de la India, centro administrativo del distrito de Muzaffarpur, en el estado de Bihar.

## Geografía
Se encuentra a una altitud de 58 m s. n. m. a 74 km de la capital estatal, Patna, en la zona horaria UTC +5:30.

## Demografía
Según estimación 2011 contaba con una población de 368 021 habitantes.